# Élections législatives tunisiennes de 2004
Les élections législatives tunisiennes de 2004, les onzièmes à se tenir en Tunisie, sont organisées le 24 octobre 2004. Les élections ont lieu en même temps que l'élection présidentielle. Le parti qui a obtenu le plus grand nombre de sièges est le Rassemblement constitutionnel démocratique.

## Résultat
| Partis                                           | Suffrages | %     | Sièges |
| ------------------------------------------------ | --------- | ----- | ------ |
| Rassemblement constitutionnel démocratique (RCD) | 3 678 645 | 87,7  | 152    |
| Mouvement des démocrates socialistes (MDS)       | 194 829   | 4,6   | 14     |
| Parti de l'unité populaire (PUP)                 | 152 987   | 3,6   | 11     |
| Union démocratique unioniste (UDU)               | 92 708    | 2.2   | 7      |
| Mouvement Ettajdid                               | 43 268    | 1     | 3      |
| Parti social-libéral (PSL)                       | 25 261    | 0,6 % | 2      |